# Olfert Dapper
Olfert Dapper (Amsterdam, gedoopt 6 januari 1636 – Amsterdam, begraven op 29 december 1689) was een Nederlandse geograaf, polyglot en geschiedschrijver. Zijn boeken over verre landen werden in zijn tijd wereldberoemd. Vertalingen verschenen in het Engels, Frans en Duits. 

## Biografie

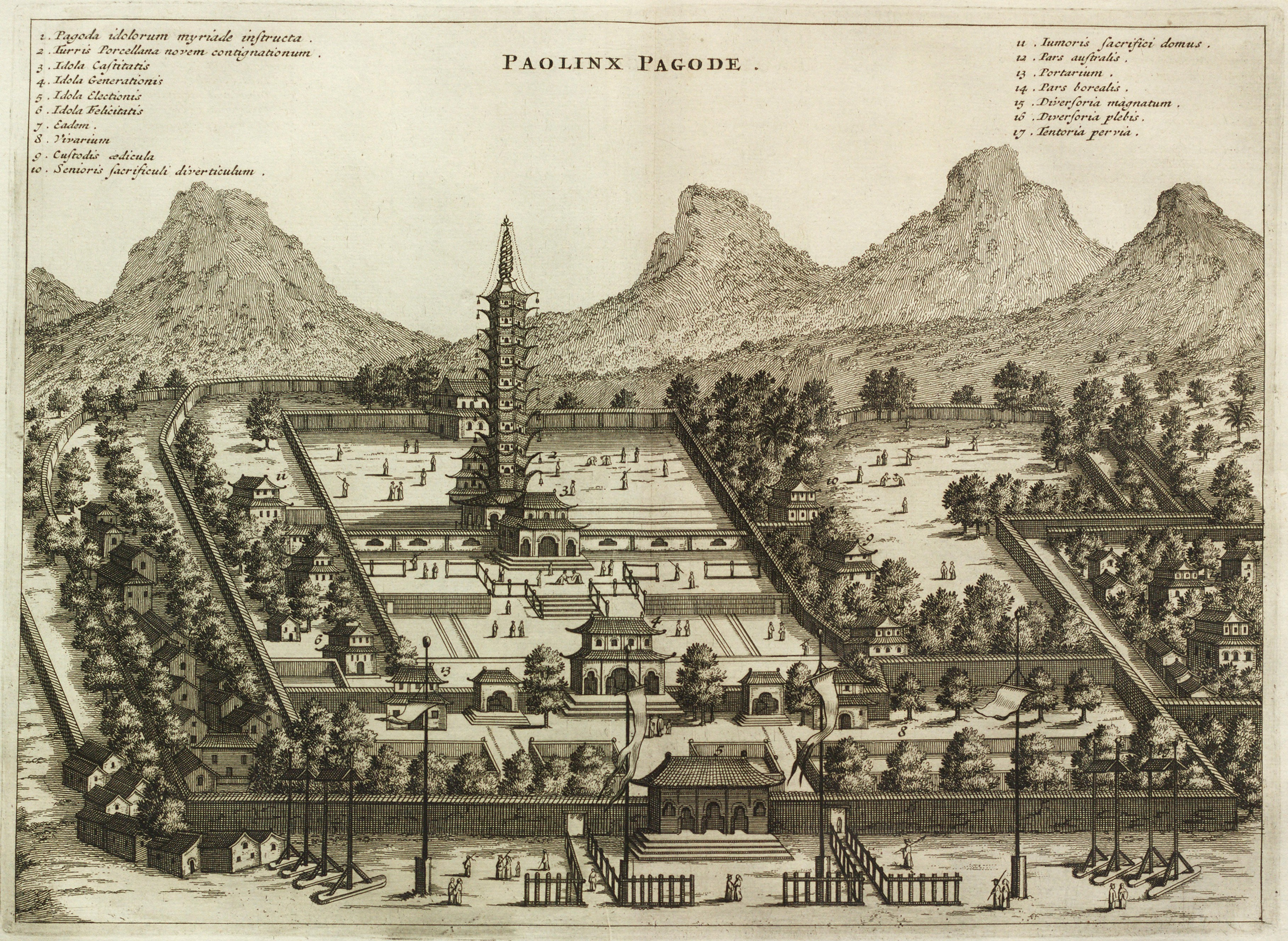
Illustratie van de porseleintoren van Nanking, uit Gedenkwaerdig bedryf (1670)

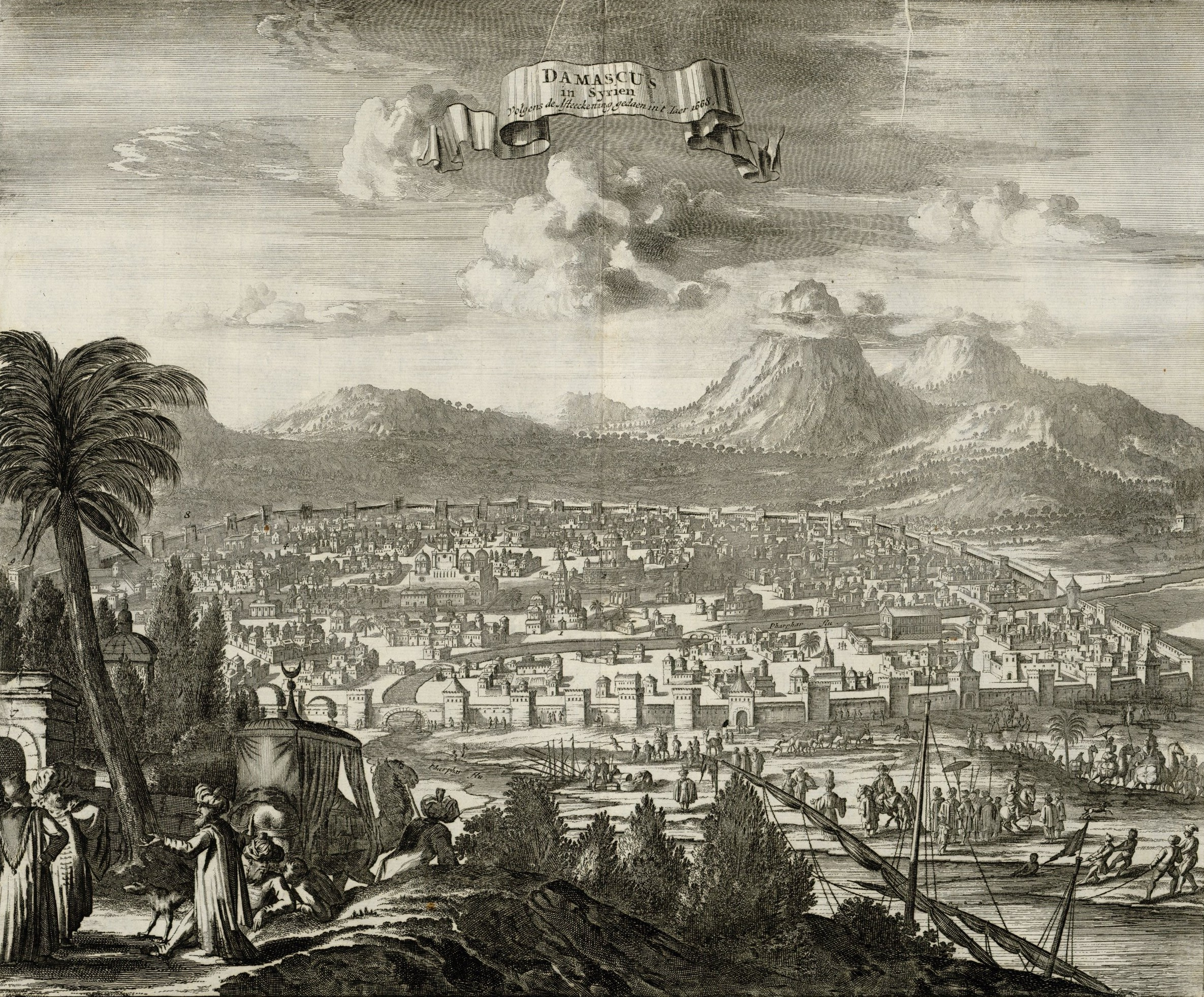
Damaskus, illustratie uit Dapper

Dapper was de zoon van een lijndraaier en is geboren in de Anjeliersstraat. Zijn ouders waren in 1624 getrouwd. Ze lieten hun kinderen in de Lutherse kerk dopen; een aantal stierf jong. Olfert had bij het overlijden van zijn vader in 1644 nog een oudere broer Gerrit (1627-1690) en een zus Lysbeth (1633-). Trijntje Heeren, hun moeder, stierf in 1672. 
In 1658 stond Dapper ingeschreven aan de Universiteit van Utrecht. Het is onduidelijk waar hij is gepromoveerd in de medicijnen. Na zijn studie ging hij weer in Amsterdam wonen. 
Dapper beschreef de geschiedenis van Amsterdam. In 1663 droeg hij de Historische Beschrijving der Stadt Amsterdam, een uit vijf delen bestaand boekwerk, op aan burgemeester Cornelis Witsen.
In 1665 verscheen zijn vertaling uit het Grieks van de Historiën van Herodotus, opgedragen aan Nicolaes Witsen. Reisbeschrijvingen van Afrikaanse, Aziatische landen en eilanden in de Middellandse Zee verschenen van 1668 tot 1688. 
Olfert Dapper is nooit op de exotische bestemmingen, waar hij over schreef, geweest. Hij verkreeg materiaal van Isaac Vossius, Joan van Hoorn, Balthasar Bort, Georg Friedrich Wreede en Samuel Blommaert. Hij werkte samen met de uitgever Jacob van Meurs. Dapper stierf op 53-jarige leeftijd in een huis aan de Leidsegracht in Amsterdam en werd begraven in de Noorderkerk. Dapper is nooit gehuwd geweest.

## Varia
- De Dapperstraat, het Dapperplein en de Dapperbuurt in Amsterdam zijn naar Olfert Dapper vernoemd.
- In Parijs bevond zich van 1986 tot 2017 het Musée Dapper, gewijd aan kunst en cultuur uit Afrika en de Caraïben, dat naar hem vernoemd was.
- Schrijver Willem Frederik Hermans schreef een boek onder de titel Het Evangelie van O. Dapper Dapper (1973).

## Werk

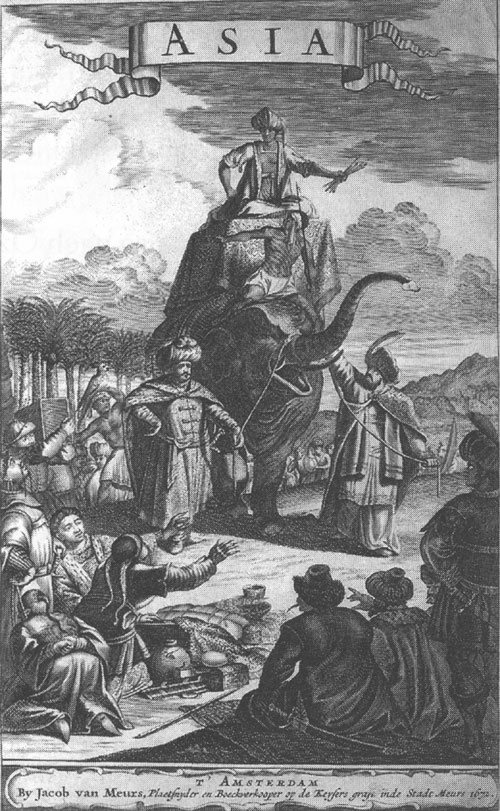
Illustratie uit de Duitse editie van de Dapper's Naukeurige beschryving van Asie (1681).

- Historische beschryving der Stadt Amsterdam : waer in de voornaemste geschiedenissen ... hier ter stede voor-gevallen zijn, verhandelt, en ... in meer als tzeventigh kopere platen ... vertoont worden (1663)[2]
- Naukeurige Beschrijvingen der Afrikaensche gewesten (1668)[3]
- Naukeurige beschrijvinge der Afrikaensche Eylanden (1668)[4]
- Gedenkwaerdig bedryf der Nederlandsche Oost-Indische Maetschappye, op de kuste en in het Keizerrijk van Taising of Sina: behelzende het 2e gezandschap aen den Onder-Koning Singlamong ... Vervolgt met een verhael van het voorgevallen des jaers 1663 en 1664 op de kuste van Sina ... en het 3e gezandschap aan Konchy, Tartarsche Keizer van Sina en Oost Tartarye ... beneffens een beschryving van geheel Sina (1670)
- Asia, of naukeurige beschryving van het rijk des Grooten Mogols, en een groot gedeelte van Indiën: ... beneffens een volkome beschryving van geheel Persie, Georgie, Mengrelie en andere gebuur-gewesten ... verciert doorgaens met verscheide afbeeldingen in kooper gesneden (1672)[5]
- Naukeurige beschrijving van gantsch Syrie, en Palestyn of Heilige lant; ... beneffens de landen van Perea of Over-Jordaen, Galilea, byzonder Palestyn, Judea en Idumea: ... verrijkt met lantkaerten en afbeeldingen der voornaemste steden, en gedenkwaerdighste gebouwen (1677)
- Naukeurige beschryving van Asie : behelsende de gewesten Mesopotamie, Babylonie, Assyrie, Anatolie of Klein Asie : beneffens eene volkome beschrijving van gansch ... Arabie (1680)
- Naukeurige beschrijving van Morea, eertijts Peloponnesus; en de eilanden, gelegen onder de kusten van Morea, en binnen en buiten de Golf van Venetien; waer onder de voornaemte Korfu, Gefalonia, Sant Maura, Zanten, en andere in grooten getale (1688)
- Naukeurige beschryving der Eilanden, in de Archipel der Middelantsche Zee, en omtrent dezelve, gelegen: waer onder de voornaemste Cyprus, Rhodus, Kandien, Samos, Scio, Negroponte (1688)